# فروكتوز ثنائي الفوسفاتاز
فروكتوز ثنائي الفوسفاتاز (بالإنجليزية: Fructose 1,6-bisphosphatase)‏ رقمه الكيميائي (EC 3.1.3.11) هو الانزيم الذي يقوم بتحويل الفركتوز-1 ،6 إلى الفركتوز 6 فوسفات في استحداث السكر,و يحفز عكس رد الفعل الذي يحفزه فسفوفروكتوكيناز في التحلل. هذه الانزيمات تحفيز رد الفعل فقط في اتجاه واحد لكل منهما، والتي ينظمها الأيضية مثل الفركتوز 2,6- بحيث تصبح عالية النشاط واحد من اثنين من الانزيمات ويرافقه انخفاض النشاط من جهة أخرى. يتواجد هذا الانزيم في العديد من مختلف المسارات الأيضية لمعظم الكائنات الحية. يتطلب فركتوز 2-6 بيس فوسفات أيونات المعادن يلقوم بعملية التحفيز ( المغنيسيوم 2 + و المنغنيز 2 + كونه المفضل)

## موقعه
وقد تم تحديد ثلاث مجموعات مختلفة من فركتوز 2-6 بيس فوسفات(FBPases) في حقيقيات النوى و البكتيريا .
وFBPase V يقوم بأضعاف نسبة السكر في الفوسفاتيز ، وتشكيل أربع طبقات هي(layered alpha-beta-alpha-beta-alpha arrangemen).

## اقرأ أيضا
- دورة ركيزة
- توليد الحرارة

## وصلات اضافية
- Fructose-1,6-Biphosphatase في المكتبة الوطنية الأمريكية للطب نظام فهرسة المواضيع الطبية (MeSH).

- هذه المَقالة تَشتمل على نَص من المِلكية العامة لِـ بفام وَإنتربرو IPR000146.

قالب:Glycolysis enzymes